# Primera División de Gozo 2014-15
La Primera División de Gozo 2014-15. fue la 68.ª temporada de la Primera División de Gozo. La temporada comenzó el 13 de setiembre de 2014 y terminó el 19 de abril de 2015. Xewkija Tigers se consagró campeón obteniendo su séptimo título de liga y el segundo de manera consecutiva.
Los ascendidos de la Segunda División de Gozo 2013/14 son el St. Lawrence Spurs y el  Sannat Lions; en reemplazo de los descendidos Xaghra United  y el Munxar Falcons
El torneo se juega con el formato todos contra todos a dos ruedas, al final de la primera rueda los 4 primeros juegan el Play-Off de Campeonato mientras que los otros cuatro juegan el Play-off de Relegacion

## Ascensos y descensos
| Pos. | de Melita First Division 2013/14 |
| ---- | -------------------------------- |
| 7.º  | Xaghra United                    |
| 8.º  | Munxar Falcons                   |

| Pos. | de Segunda División de Gozo 2013/14                   |
| ---- | ----------------------------------------------------- |
| 1.º  | Archivo:600px 600px solid HEX-FF7518.svg Sannat Lions |
| 2.º  | St. Lawrence Spurs                                    |

## Clubes
Todos los partidos se jugaron en el Gozo Stadium
| - Kercem Ajax - Nadur Youngsters - Oratory Youths - S.K. Victoria Wanderers | - Archivo:600px 600px solid HEX-FF7518.svg Sannat Lions - St. Lawrence Spurs - Victoria Hotspurs - Xewkija Tigers |

## Tabla de posiciones
Actualizado el 29 de abril de 2015

|    | Equipo                                                    | PJ | PG | PE | PP | GF | GC | DG  | PTS |
| -- | --------------------------------------------------------- | -- | -- | -- | -- | -- | -- | --- | --- |
| 1. | Xewkija Tigers                                            | 14 | 11 | 2  | 1  | 40 | 12 | 28  | 35  |
| 2. | Nadur Youngsters                                          | 14 | 11 | 1  | 2  | 32 | 10 | 22  | 34  |
| 3. | Victoria Hotspurs                                         | 14 | 6  | 3  | 5  | 30 | 18 | 12  | 21  |
| 4. | Kercem Ajax                                               | 14 | 6  | 2  | 6  | 24 | 24 | 0   | 20  |
|    |                                                           |    |    |    |    |    |    |     |     |
| 5. | Oratory Youths                                            | 14 | 4  | 4  | 6  | 22 | 33 | -11 | 16  |
| 6. | St. Lawrence Spurs (A)                                    | 14 | 4  | 3  | 7  | 21 | 38 | -17 | 15  |
| 7. | S.K. Victoria Wanderers                                   | 14 | 3  | 3  | 8  | 17 | 26 | -9  | 12  |
| 8. | Archivo:600px 600px solid HEX-FF7518.svg Sannat Lions (A) | 14 | 0  | 4  | 10 | 6  | 31 | -25 | 4   |

- (A): Ascendido la temporada anterior.

|  | Clasificados al Play-Off del Campeonato |
|  | Clasificados al Play-Off de Descenso    |

### Evolución de las clasificaciones
| Jornada / Equipo                                      | 1 | 2 | 3 | 4 | 5 | 6 | 7 | 8 | 9 | 10 | 11 | 12 | 13 | 14 |
| Jornada / Equipo                                      |   |   |   |   |   |   |   |   |   |    |    |    |    |    |
| ----------------------------------------------------- | - | - | - | - | - | - | - | - | - | -- | -- | -- | -- | -- |
| Xewkija Tigers                                        | 1 | 1 | 1 | 1 | 1 | 2 | 2 | 2 | 2 | 2  | 2  | 2  | 1  | 1  |
| Nadur Youngsters                                      | 2 | 2 | 2 | 2 | 2 | 1 | 1 | 1 | 1 | 1  | 1  | 1  | 2  | 2  |
| Victoria Hotspurs                                     | 6 | 6 | 8 | 6 | 6 | 4 | 5 | 4 | 4 | 4  | 4  | 4  | 3  | 3  |
| Kercem Ajax                                           | 7 | 4 | 3 | 4 | 3 | 3 | 3 | 3 | 3 | 3  | 3  | 3  | 4  | 4  |
| Oratory Youths                                        | 3 | 3 | 4 | 5 | 5 | 6 | 4 | 5 | 5 | 5  | 7  | 6  | 6  | 5  |
| St. Lawrence Spurs                                    | 5 | 8 | 6 | 8 | 7 | 7 | 7 | 7 | 7 | 6  | 5  | 5  | 5  | 6  |
| S.K. Victoria Wanderers                               | 4 | 5 | 5 | 3 | 4 | 5 | 6 | 6 | 6 | 7  | 6  | 7  | 7  | 7  |
| Archivo:600px 600px solid HEX-FF7518.svg Sannat Lions | 8 | 7 | 7 | 7 | 8 | 8 | 8 | 8 | 8 | 8  | 8  | 8  | 8  | 8  |

### Resultados
| Local/Visita                                          | Aja | Nad | Ora | Lio | Spu | Hot | Wan | Tig |
| Kercem Ajax                                           |     | 1-2 | 0-1 | 2-1 | 4-1 | 0-3 | 3-2 | 1-1 |
| Nadur Youngsters                                      | 2-0 |     | 2-0 | 8-0 | 3-0 | 2-1 | 2-3 | 0-1 |
| Oratory Youths                                        | 1-3 | 0-3 |     | 2-1 | 3-3 | 1-6 | 1-1 | 2-6 |
| Archivo:600px 600px solid HEX-FF7518.svg Sannat Lions | 1-1 | 0-1 | 1-1 |     | 0-0 | 0-2 | 1-1 | 0-1 |
| St. Lawrence Spurs                                    | 3-2 | 2-3 | 1-4 | 3-0 |     | 0-0 | 3-1 | 0-7 |
| Victoria Hotspurs                                     | 1-3 | 1-1 | 2-4 | 4-0 | 5-2 |     | 2-0 | 0-1 |
| S.K. Victoria Wanderers                               | 2-3 | 0-1 | 0-0 | 2-0 | 1-2 | 3-2 |     | 1-2 |
| Xewkija Tigers                                        | 3-1 | 1-2 | 4-2 | 3-1 | 5-1 | 1-1 | 4-0 |     |

#### Play-offdel campeonato
Actualizado el 29 de abril de 2015

|    | Equipo            | PJ | PG | PE | PP | GF | GC | DG  | PTS |
| -- | ----------------- | -- | -- | -- | -- | -- | -- | --- | --- |
| 1. | Xewkija Tigers    | 20 | 16 | 2  | 2  | 57 | 19 | 38  | 50  |
| 2. | Nadur Youngsters  | 20 | 16 | 1  | 3  | 51 | 17 | 34  | 49  |
| 3. | Victoria Hotspurs | 20 | 7  | 4  | 9  | 35 | 33 | 2   | 25  |
| 4. | Kercem Ajax       | 20 | 6  | 3  | 11 | 30 | 42 | -12 | 21  |

|  | Campeón |

#### Play-offde descenso
Actualizado el 29 de abril de 2015

|  |    | Equipo                                                    | PJ | PG | PE | PP | GF | GC | DG  | PTS |
|  | -- | --------------------------------------------------------- | -- | -- | -- | -- | -- | -- | --- | --- |
|  | 5. | S.K. Victoria Wanderers                                   | 20 | 8  | 3  | 9  | 27 | 30 | -3  | 27  |
|  | 6. | Oratory Youths                                            | 20 | 7  | 5  | 8  | 31 | 39 | -8  | 26  |
|  | 7. | St. Lawrence Spurs (A)                                    | 20 | 6  | 4  | 10 | 31 | 48 | -17 | 22  |
|  | 8. | Archivo:600px 600px solid HEX-FF7518.svg Sannat Lions (A) | 20 | 0  | 6  | 14 | 9  | 43 | -34 | 6   |

- (A): Ascendido la temporada anterior.

|  | Play-Off de Relegacion                          |
|  | Desendido a la Segunda División de Gozo 2015/16 |

### Play off
| Equipo 1               | Res.  | Equipo 2       |
| ---------------------- | ----- | -------------- |
| St. Lawrence Spurs (A) | 6 - 0 | Munxar Falcons |

| Se mantiene en Primera | Se mantiene en Segunda |
| St. Lawrence Spurs (A) | Munxar Falcons         |

## Segunda División de Gozo 2014-15
La Segunda División de Gozo constituye la segunda división del fútbol en Gozo. Está constituida por 6 equipos de los cuales el campeón ascenderá a primera división y el segundo jugará un play off con el 7.º clasificado de primera división.
Todos los partidos se jugaron en el Estadio: Sannat Ground
| - Għajnsielem FC - Munxar Falcons - Xaghra United | - Archivo:600px 600px solid HEX-FF7518.svg Zebbug Rovers - Gharb Rangers - Qala Saints |

## Tabla de posiciones
Actualizado el 29 de abril de 2015

|  |    | Equipo                                                 | PJ | PG | PE | PP | GF | GC | DG  | PTS |
|  | -- | ------------------------------------------------------ | -- | -- | -- | -- | -- | -- | --- | --- |
|  | 1. | Għajnsielem FC                                         | 20 | 13 | 3  | 4  | 38 | 21 | 17  | 42  |
|  | 2. | Munxar Falcons                                         | 20 | 10 | 3  | 7  | 28 | 28 | 0   | 33  |
|  | 3. | Xaghra United                                          | 20 | 8  | 6  | 6  | 29 | 27 | 2   | 30  |
|  | 4. | Archivo:600px 600px solid HEX-FF7518.svg Zebbug Rovers | 20 | 8  | 4  | 8  | 42 | 35 | 7   | 28  |
|  | 5. | Gharb Rangers                                          | 20 | 5  | 3  | 12 | 27 | 34 | -7  | 18  |
|  | 6. | Qala Saints                                            | 20 | 5  | 3  | 12 | 22 | 41 | -19 | 18  |

- (A): Ascendido la temporada anterior.

|  | Ascendido           |
|  | Play-Off de Ascenso |

### Play off
| Equipo 1               | Res.  | Equipo 2       |
| ---------------------- | ----- | -------------- |
| St. Lawrence Spurs (A) | 6 - 0 | Munxar Falcons |

| Se mantiene en Primera | Se mantiene en Segunda |
| St. Lawrence Spurs (A) | Munxar Falcons         |